# Вандленкур
Вандленкур (фр. Vendlincourt) — громада  в Швейцарії в кантоні Юра, округ Порантрюї.

## Географія
Громада розташована на відстані близько 65 км на північ від Берна, 18 км на північний захід від Делемона.
Вандленкур має площу 9,2 км², з яких на 6,3% дозволяється будівництво (житлове та будівництво доріг), 55,8% використовуються в сільськогосподарських цілях, 37,6% зайнято лісами, 0,2% не є продуктивними (річки, льодовики або гори).

## Демографія
2019 року в громаді мешкало 559 осіб (+1,8% порівняно з 2010 роком), іноземців було 7,2%. Густота населення становила 61 осіб/км².
За віковим діапазоном населення розподілялося таким чином: 18,4% — особи молодші 20 років, 56,9% — особи у віці 20—64 років, 24,7% — особи у віці 65 років та старші. Було 238 помешкань (у середньому 2,3 особи в помешканні).
Із загальної кількості 241 працюючого 31 був зайнятий в первинному секторі, 182 — в обробній промисловості, 28 — в галузі послуг.